# Spogostylum turcmenicum
Spogostylum turcmenicum är en tvåvingeart som först beskrevs av Paramonov 1927.  Spogostylum turcmenicum ingår i släktet Spogostylum och familjen svävflugor. Inga underarter finns listade i Catalogue of Life.